# 堀内ナナ
堀内 ナナ（ほりうち なな　1980年3月29日 - ）は、日本の元AV女優。血液型：B型。身長：152cm、スリーサイズ：B83（Cカップ-65）・60・H81。趣味は料理。

## 略歴
神奈川県出身。1998年12月、AVデビュー、1999年3月には写真集が発売された。5月の作品でAVを引退、9月に生年月日が1日違いの葵みのりとの写真集が発売された。

## 出演作品
- エンゼルハート（1998年12月25日）
- おしゃまなチェリー（1999年1月26日）
- らぶらぶハニー（1999年2月23日）
- むしゃぶり天使（1999年3月26日）
- 桃尻スキャンダル（1999年4月21日）
- AVアイドル解体新書（1999年5月16日）
- MOREMAX（1999年9月3日）他出演:遠野ゆき美、藤崎みなみ、河合美奈、三田友穂
- MAX-A Anniversary II（2001年11月22日）他23名出演
- ブルーファイル（2002年10月25日）
- 黄金伝説 堀内ナナの原点（2009年10月23日）

※以上全てマックス・エーの作品

## 書籍

### 写真集
- Tickle （1999年3月20日発行、斉木弘吉、出版社、英知出版）
- flowers（w / 葵みのり）（1999年9月8日発行、渡辺達生、TIS）